# Полет 715 на „Джапан Еър Лайнс“
Полет 715 на „Джапан Еър Лайнс“ е пътнически полет от летище „Токио Ханеда“, Токио, Япония, до международното летище „Сингапур“, Сингапур, с междинни кацания на летище Кайтак, Коулун Бей, Хонконг и летище „Султан Абдул Азиз Шах“, Субанг, Малайзия. На 27 септември 1977 г. самолетът „Дъглас DC-8-62H“, който изпълнява полета, се спуска под минималната височина на снижаване и се разбива в Малайзия, а така убива 34 от общо 69 пътници и екипаж на борда.
Малайзийският отдел за гражданска авиация разследва инцидента. По време на катастрофата времето около летището е лошо. Разследването установява, че причината за инцидента са действията на капитана, който се спуска под минималната височина за спускане, без да вижда пистата, като по този начин причинява катастрофата на самолета, преди да достигне летището. Екипажът на полета губи видимостта към летището поради лошо време, което също допринася за инцидента.
Това е втората най-смъртоносна авиационна катастрофа в Малайзия по това време. В японското гробище в Куала Лумпур е построен мемориал.